# Bajina Bašta
Bajina Bašta (en serbio cirílico Бајина Башта) es una ciudad y municipio al oeste de Serbia en el valle del Drina, en la frontera nacional con Bosnia y Herzegovina.  Forma parte del distrito de Zlatibor. En 2002, la ciudad tenía 9.543 habitantes y el municipio de la que es el centro 29.151.
Bajina Bašta está situada cerca del parque nacional Tara, famoso por su rica fauna y flora.

## Geografía
Bajina Bašta se encuentra en la orilla derecha del Drina entre los ríos Rača y Pilica, al pie de las laderas orientales de las montañas Tara.

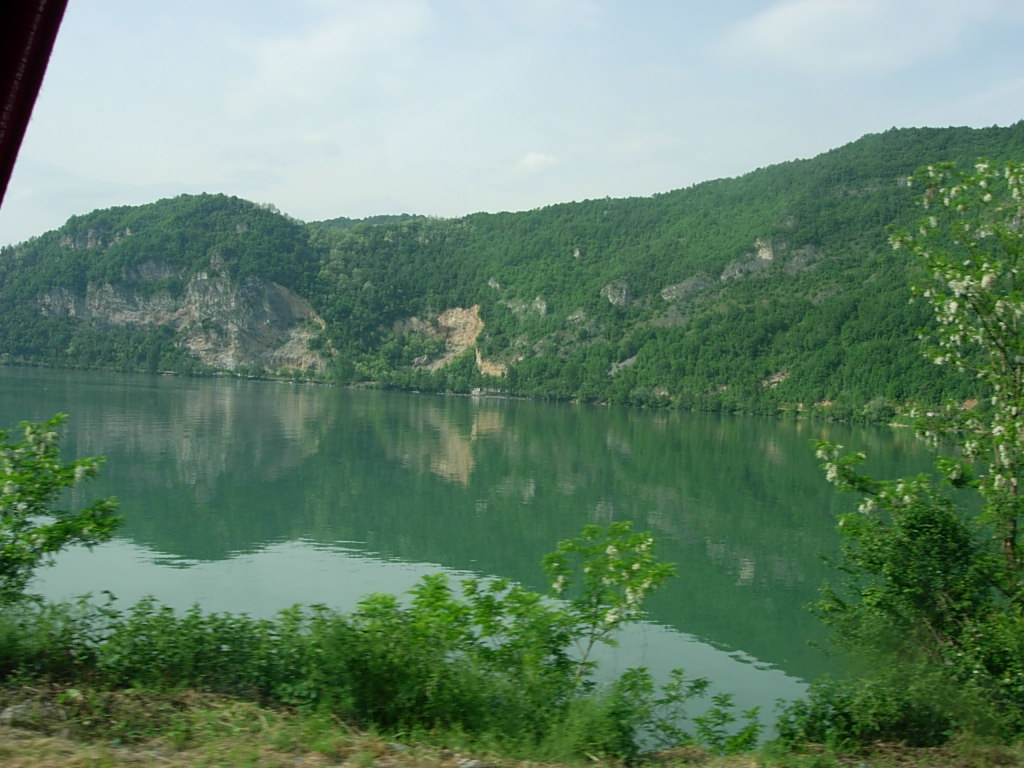
El Drina cerca de Bajina Bašta
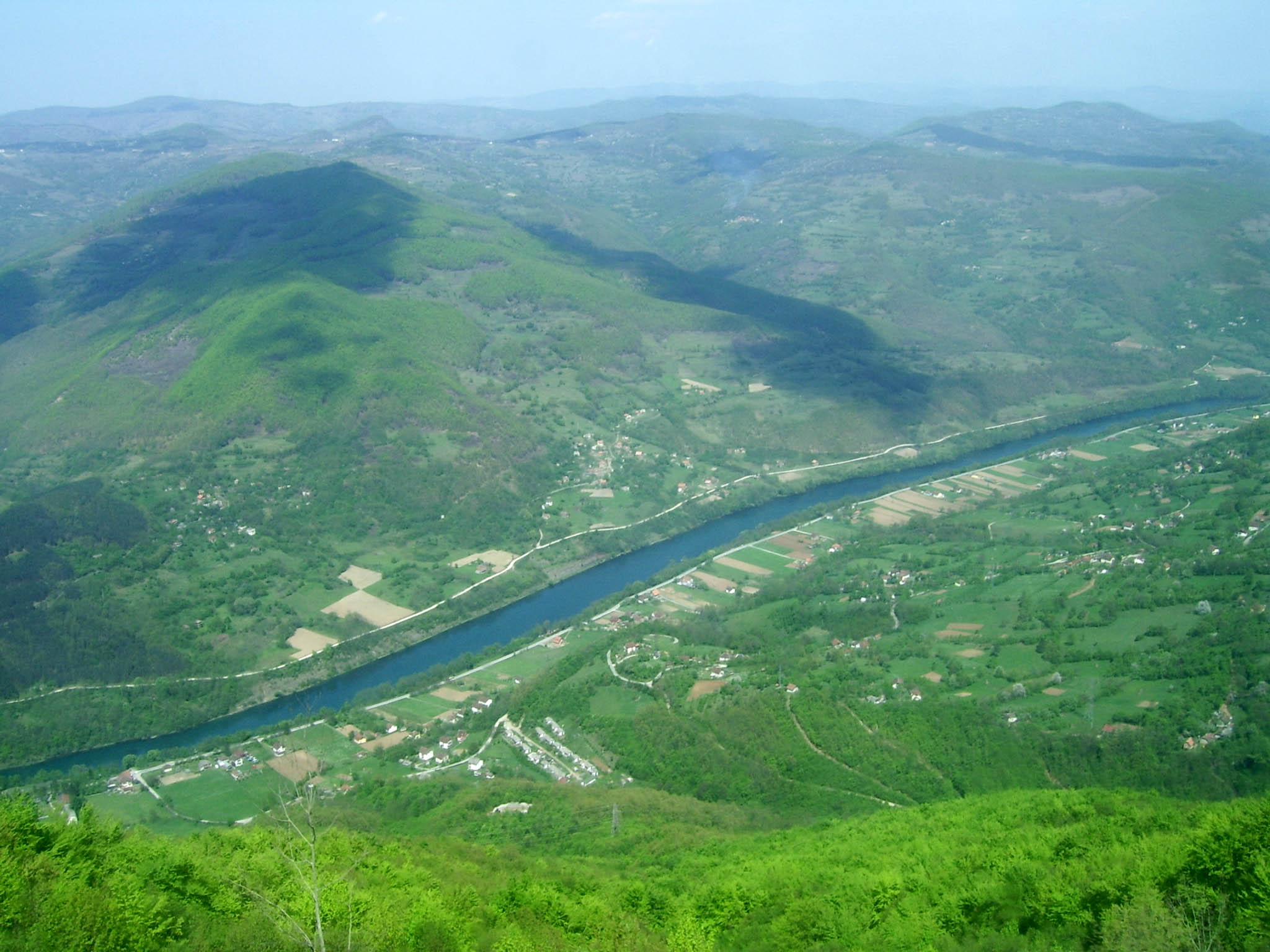
Las montañas Tara y el Drina

### Clima
El clima de Bajina Bašta es de tipo continental moderado, con cuatro estaciones. Los veranos son calurosos con noches frescas, y los inviernos son soleados, con una altura de nieve propicia para el desarrollo de los deportes de invierno. Desde la construcción de la central eléctrica de Perućac y la creación de los lagos artificiales de Perućac y Zaovine, la humedad de la zona se ha incrementado. La cantidad media de lluvia es de entre 700 a 800 mm al año.

## Historia
Los vestigios más antiguos de la región de Bajina Bašta datan del Neolítico (5000 a. C.). También hay restos de Roma, siglo II y siglo III d. C., incluyendo Pilica, Mokra Gora, Perućac, Rastište y Dub.
Durante la época romana, bajo el Imperio bizantino y durante la Edad Media, la región fue un importante centro comercial. A 7 km de la ciudad actual se encuentra el monasterio de Rača, construido por el rey Stefan Dragutin (1276-1282); el monasterio fue famoso por los trabajos de transcripción y de iluminación de sus monjes: conserva aún 1200 libros y manuscritos.
Durante el Imperio otomano, la región formó parte del sancak (provincia) de Zvornik, luego fue asociada a Užice.

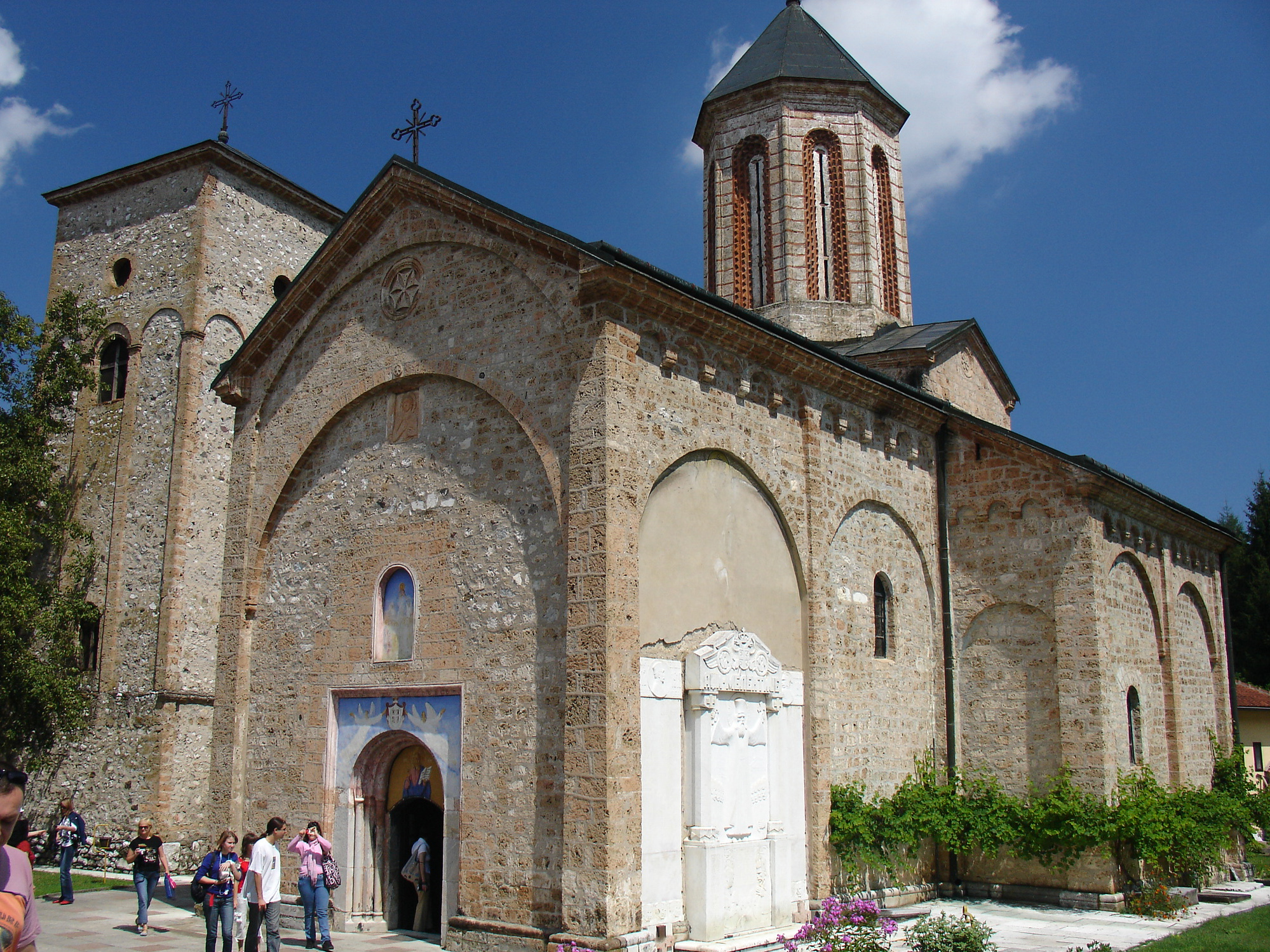
El monasterio de Rača.

En 1834, Bajina Bašta fue construida sobre las ruinas de la antigua comunidad turca de Pljeskovo que se encontraba en la orilla derecha de Drina al pie de las montañas Tara. Hacia el final de siglo XIX, según un acuerdo entre serbios y turcos, los musulmanes de la región debieron instalarse en Bosnia; allí construyeron las ciudades de Skelani y Dobrak. El nombre de Bajina Bašta proviene de los huertos y jardines que se encontraban en la orilla izquierda del río Pilica y que pertenecían a un señor turco, el Baja Osam. Bajina Bašta significa el «jardín de Baja».
En 1858, la ciudad se convirtió en el distrito administrativo de Rača y el 15 de septiembre de 1872, el Príncipe Milan Obrenović IV emitió un decreto que le concedió oficialmente la condición de municipio.
Durante la Segunda Guerra Mundial en 1941, la región formó parte de la efímera República de Užice, un estado que vio la vida por unos meses durante la ocupación de la zona por las fuerzas del Eje. Bajina Bašta fue finalmente liberada el 12 de septiembre de 1944.
Después de la guerra, la ciudad experimentó un importante desarrollo económico, gracias, sobre todo, a la central hidroeléctrica de Perućac, la segunda en importancia, después de la de Djerdap en el Danubio.

## Localidades del municipio de Bajina Bašta
El municipio de Bajina Bašta cuenta con 36 localidades:
| - Bajina Bašta - Bačevci - Beserovina - Višesava - Gvozdac - Dobrotin - Draksin - Dub - Zaglavak - Zaovine - Zarožje - Zaugline | - Zlodol - Jagoštica - Jakalj - Jelovik - Konjska Reka - Kostojevići - Lug - Lještansko - Mala Reka - Obajgora - Ovčinja - Okletac | - Pepelj - Perućac - Pilica - Pridoli - Rastište - Rača - Rogačica - Sijerač - Solotuša - Strmovo - Cerje - Crvica |

Bajina Bašta está clasificada oficialmente como una localidad urbana; todas las demás localidades son tratadas como pueblos.

## Turismo

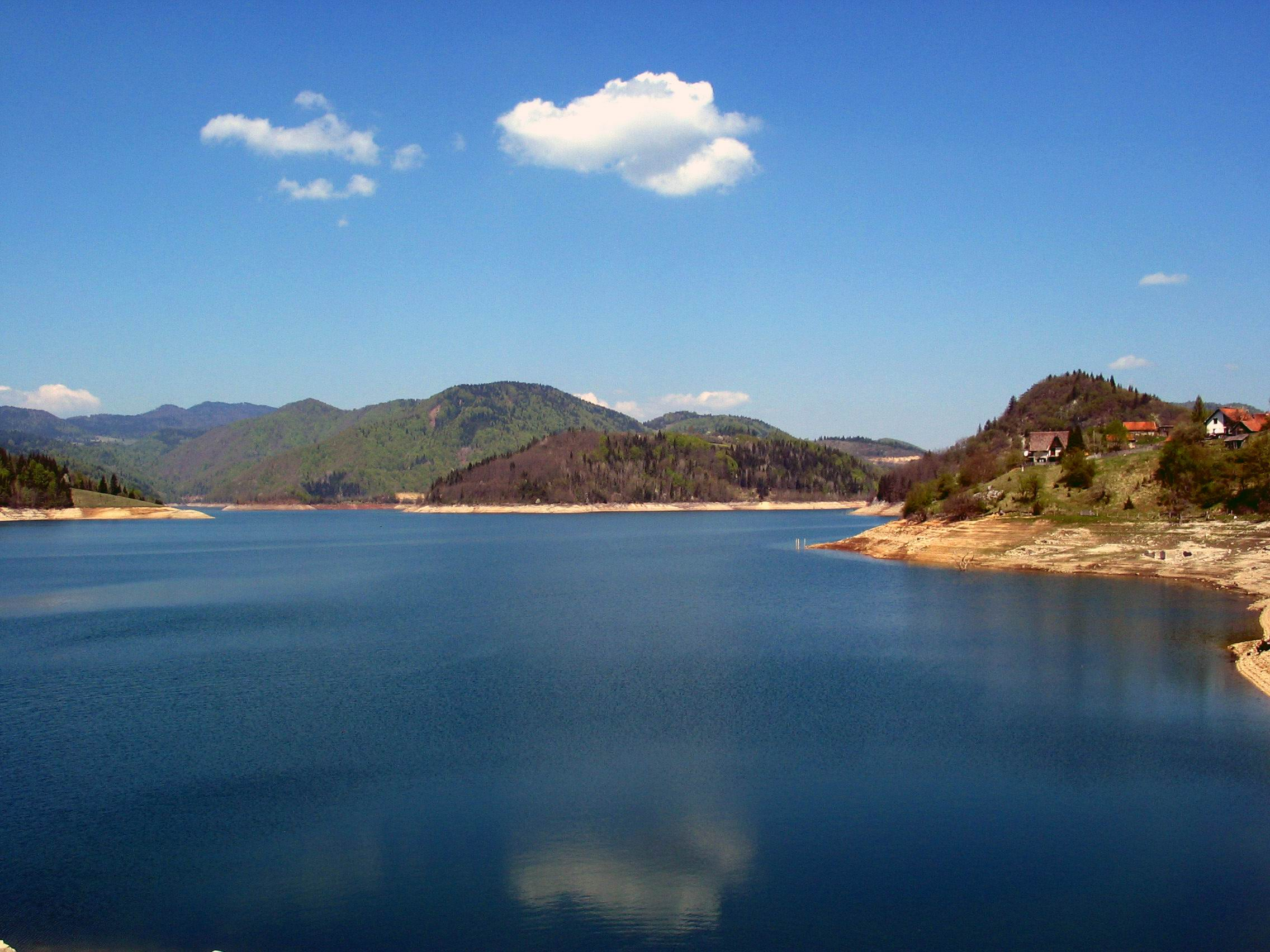
El Lago Zaovine.

La ciudad de Bajina Bašta tiene una arquitectura típica de finales del siglo XIX y la primera mitad del siglo XX.
En la ciudad, los amantes de la historia pueden encontrar vestigios del Neolítico y de la Edad de Hierro, junto con antiguos pueblos ilirios o romanos. Las ruinas de la antigua ciudad de Solotnik, la iglesia de madera del pueblo de Dub y, más importante aún, el monasterio ortodoxo serbio de Rača ofrecen a los visitantes el testimonio del pasado.
Para los amantes de la naturaleza, el parque nacional de Tara, cerca de la ciudad, ofrece todo tipo de posibilidades de excursiones, también hay hoteles (Kaluđerske bare, Omorika, Javor, Beli bor y la estación de montaña de Mitrovac, en particular para los niños. Los lagos de Perućac y Zaovine y las riberas del Drina, son también lugares de atracciones para los residentes y turistas. La cascada de Perućac se encuentra en el río Vrelo; con una altura de 8 m, la cascada cae en el Drina. El sitio se ha convertido en una atracción turística, con la construcción de un puesto de observación y un restaurante cercanos.

## Economía

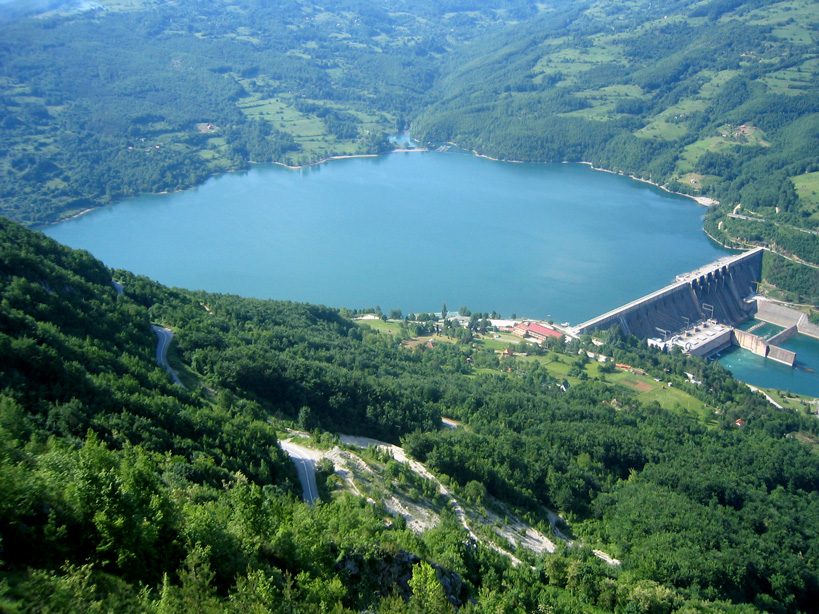
La central hidroeléctrica de Perućac.

La región de Bajina Bašta es esencialmente agrícola. En el valle del Drina, se cultiva trigo, tabaco y hierbas medicinales. También hay ciruelas, utilizadas en la fabricación de un licor regional llamado Klekovača. La región de Bajina Bašta también es famosa por su producción de frambuesas.

## Personalidades
- Miloš Milutinović (nacido en 1933), futbolista serbio.
- Bora Milutinović (nacido en 1944), futbolista serbio.
- Radisa Ilić (nacido en 1977), futbolista serbio.
- Nikola Maksimović (nacido en 1991), futbolista serbio.

### Informativos
- Sitio oficial de Bajina Bašta
- Turismo y deporte em Bajina Bašta
- Bajina Bašta en Internet
- Bajina Bašta – Información turística
- Rogačica

### Datos geográficos

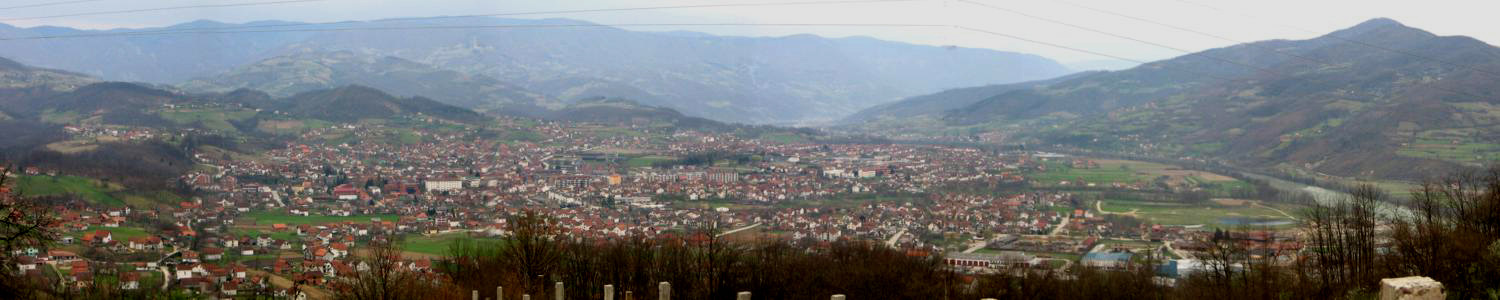
Vista general de Bajina Bašta.

- Vista satelital de Bajina Bašta
- Bajina Bašta

- Datos: Q804149
- Multimedia: Bajina Bašta / Q804149